# F-35に関連する作品の一覧

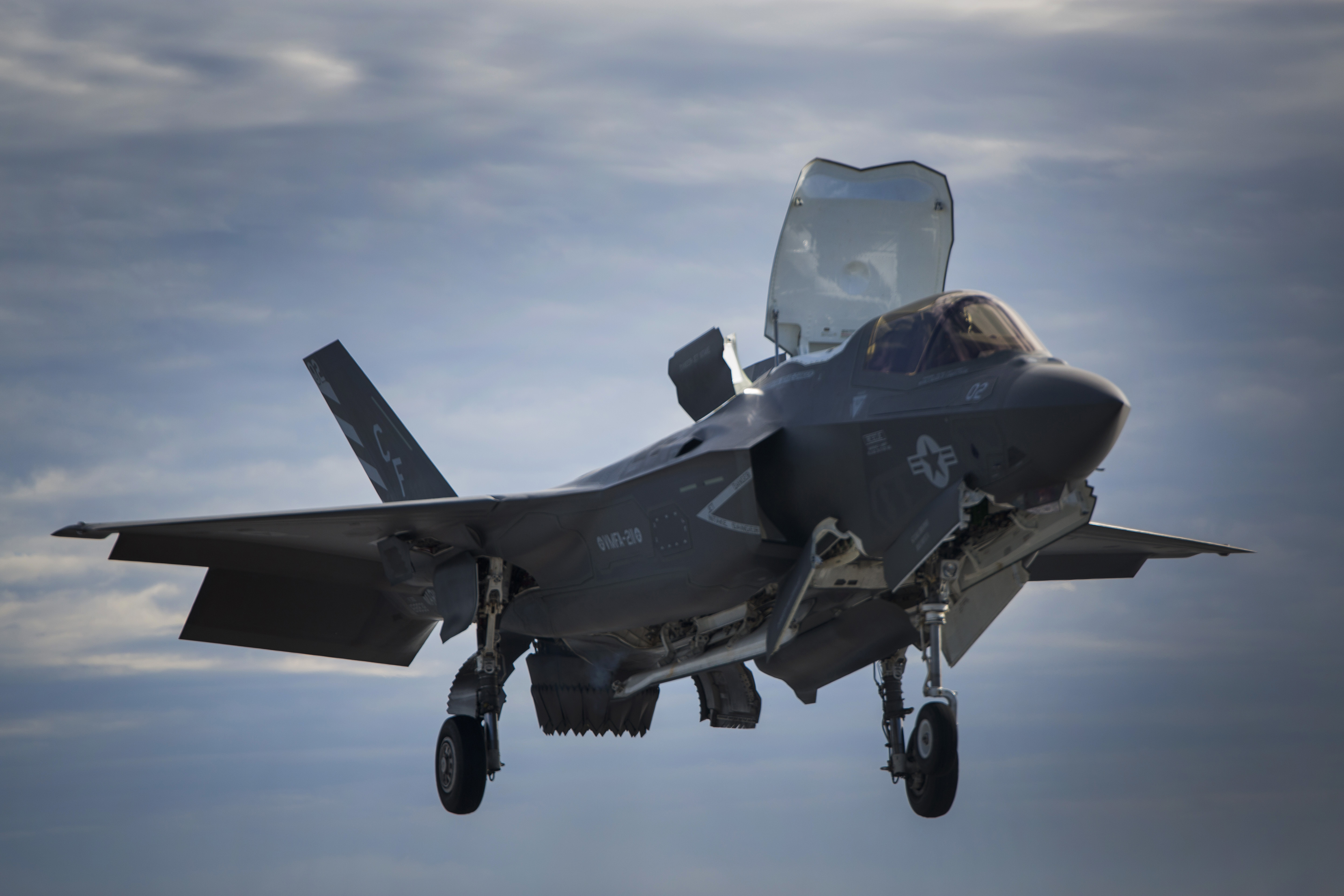
F-35B ライトニング II

F-35に関連する作品の一覧（F-35にかんれんするさくひんのいちらん）は、アメリカ合衆国のロッキード・マーティン社が開発したステルス戦闘機、F-35 ライトニングII、およびX-35などの系列機に関連する作品の一覧である。

## 映画・テレビドラマ・オリジナルビデオ
『BLADER』
第1話にA型が登場。機能を停止したミサイルロボが収容された軍の格納庫に駐機されている。
『BRAVE STORM ブレイブストーム』
日の丸が描かれたA型が登場。2機が勝鬨橋付近から出現したブラックバロンを攻撃するが効果はなく、レーザー砲による反撃を受け全機撃墜される。
『アーマードサウルス』
国連軍（地球連合軍）所属機として登場。シーズン1第6話では、Dアーマーに配備されたA型がポリネシアの無人島でエターナルコアの発掘作業を進めるカイザーネットワークの部隊を偵察するが、2機全機が撃墜される。シーズン2第1話では、A型がDアーマー基地に迫る黒竜グリマーを攻撃するがシールドによって防がれ、反撃を受け全滅する。シーズン2第4話では、エターナルコア輸送の任に就く国連軍の航空母艦にC型が艦載されている。
『宇宙人の画家』
米軍のC型が登場。「虚無ダルマ」率いる国際的犯罪組織によって達磨光現器としての機能を付与された裏日本K市の巨大観音像を爆撃するが、観音像から放たれた「ダルマ光」を浴びて墜落する。
『ウルトラマンブレーザー』
第1話に地球防衛隊日本支部（GGFJ）所属機としてA型が登場。池袋へのバザンガ襲来時に爆撃のため上空に展開しており、特殊弾による地上からの攻撃を試みる第1特殊機動団が待機するポイントへ目標誘導を行っている。コールサインは「スカイハンター」および「ユリシーズ」。
『エンダーのゲーム』
A型が登場。過去の異星生命体「フォーミック」の地球への侵攻の際に迎撃に投じられ、うち1機の体当たり攻撃によってフォーミックは母船を撃墜される。
『グリーン・ランタン』
米軍のA型が登場。冒頭にて主人公が搭乗しており、フェリス・エアクラフト社（架空）が開発した無人戦闘機「X-97 セイバーIII」2機と模擬空戦を繰り広げる。
『劇場版 仮面ライダーゼロワン REAL×TIME』
「シンクネット」が運用する機体として、B型を基に機銃を装備し、コックピットを装甲とセンサーで覆って無人化した架空の派生型が登場。世界各国でAI搭載型ナノマシンを散布する同時多発テロを実行した後、東京上空では仮面ライダーバルカンおよび仮面ライダー迅と空中戦を繰り広げ、1機が撃墜される。
『ゴジラシリーズ』
『GODZILLA ゴジラ』
アメリカ軍機が登場。ホノルルでムートー攻撃のために出撃するが、1機がムートーの発生させた電磁パルスによって墜落する。ゴジラが出現したサンフランシスコにも展開するが、こちらもムートーの電磁パルスにより墜落する。
『ゴジラ キング・オブ・モンスターズ』
研究機関「モナーク」所属機として兵装を外部搭載したA型が登場。モナークの司令船「アルゴ」を護衛しており、南極でキングギドラを攻撃した後、メキシコのイスラ・デ・マーラで目覚めたラドンを市街地から引き離す際に一度全滅する。その後は、ゴジラと共闘する形でボストンにてキングギドラと交戦している。また、ワシントンD.C.をキングギドラが襲撃した際にも迎撃を行っているが、こちらの所属がモナークか米軍かは示されていない。
『ゴジラvsコング』
米軍機が登場。エイペックス・サイバネティクスのアメリカ本部を襲撃すべくペンサコーラに上陸したゴジラを攻撃するも撃墜される。また、架空のニミッツ級航空母艦「サラトガ」の艦載機としてC型が登場し、タスマン海にて、コングを乗せて南極へ向かう輸送艦隊を襲撃したゴジラを迎撃・撃墜される他、サラトガの飛行甲板上でゴジラとコングが戦う中で多数の機体が破壊されており、うち1機はコングによってゴジラに向けて投擲されている。
『ゴジラVSガイガンレクス』
A型が登場。市街地上空でガイガンミレースとドッグファイトを展開するがミサイル攻撃は通用せず、ハンマーハンドやレーザー光線による反撃を受けて数機が撃墜される。
なお、本作のパイロットフィルム的な掌編『Gvs.G』でも、登場シーンの一部が先行して公開されている。
『ゴジラVSメガロ』
航空自衛隊のA型が登場。渋谷付近の上空でメガロに対して戦闘を挑んでいる。
『ゴジラxコング 新たなる帝国』
米軍機が登場。北極海を目指すゴジラをカディス付近の上空で追跡する。

『シャークネード エクストリーム・ミッション』
A型が登場。「熱変換機」を備えた1機がケネディ宇宙センターに駐機しており、ノヴァ・クラークが乗り込んでシャークネードへと突入し、熱変換機を利用してスペースシャトル「インディペンデンス号」を打ち上げるための空間を啓開する。
『スーパーマンシリーズ』
『スーパーマン リターンズ』
実写作品初登場。飛行試験が行われる新型スペースシャトル「ジェネシス」に、2機のX-35が随伴する。
『マン・オブ・スティール』
アメリカ空軍のA型が多数登場。ゾッド将軍が作動させたワールド・エンジンを攻撃するが、重力波の影響でミサイルが手前で落下、機体も墜落する。また、スーパーマンが乗っていた宇宙船を輸送するC-17 グローブマスターIIIを2機が護衛するが、ゾッド将軍の乗る探査船に撃墜される。

『ターミネーター:ニュー・フェイト』
アメリカ空軍のA型が登場。主人公達が乗ったC-5を監視飛行するが、主人公達を追ってきた敵ターミネーターが奪取したKC-10に衝突されて墜落する。
『ダイ・ハード4.0』
アメリカ海兵隊のB型が、デジタル世代の象徴たる最先端戦闘機として登場。主人公のジョン・マクレーンを襲撃するが、リフトファンに瓦礫を巻き込んだことで、エンジンが故障し墜落炎上する。
B型であるにもかかわらず機銃を2門装備している。実機と外見が微妙に異なっており、機首の形状がF-22 ラプターのように細く、キャノピーも水滴型になっている。ノベライズ版では、機銃は左右1門ずつの40mm機関砲を主翼パイロンにマウントしているとなっている。
『トップガン マーヴェリック』
オープニングにアメリカ海軍のC型が登場。F/A-18E/Fと共に発艦、着艦訓練をする様子が描かれる。また、本編では、作中で主人公らが臨むことになる作戦にはF-35は不適である旨の言及がある。
『トランスフォーマー/最後の騎士王』
アメリカ空軍のA型が登場。イギリス本土上空に出現したサイバトロン星に対して派遣され、空中戦を行う。
『トロール』
ノルウェー空軍のA型が登場。冒頭ではドブレ山脈で観測された地震活動を偵察するためオーランド空軍基地から2機が発進し、崩落現場と足跡の映像を撮影する。終盤ではオスロに到達したトロールを空爆するため、新型爆弾を搭載した機体が出撃する。
『ピクセル』
アメリカ空軍のA型が登場。アンダーセン空軍基地に駐機されていた機体が、ヴォルーラ星人がゲーム『ギャラガ』を模倣して生み出したスペース・バグの攻撃を受け破壊される。
『マーベル・シネマティック・ユニバース』
『アベンジャーズ』
S.H.I.E.L.D.の空飛ぶ空母「ヘリキャリア」の護衛機としてB型が登場。『ダイ・ハード4.0』と同様に、機関砲を2門装備している。暴走したハルクを攻撃するも、ハルクに飛び移られ機体をばらばらにされてしまう。
『キャプテン・アメリカ:ブレイブ・ニュー・ワールド』
日本の戦闘機としてB型が登場。インド洋のセレスティアル島近海に派遣された日本艦隊に属するいずも型護衛艦「かが」に艦載されている。艦隊が思考を操作されたパイロットが駆るアメリカ海軍のF/A-18Eに襲撃されたことを受け、同じくセレスティアル島近海に展開する米艦隊へJSMによる攻撃を試み、その過程でキャプテン・アメリカとファルコンに空中戦を挑む。

## アニメ
『MOONLIGHT MILE』
物語のもう1人の主人公、ジャック・F・ウッドブリッジ（通称：ロストマン）の搭乗機（原作ではF-117 ナイトホークの艦載機型）として登場。
『エウレカセブンAO』
沖縄自衛隊およびアメリカ軍の主力戦闘機として登場するが、Gモンスター（シークレット）に太刀打ちできず、一方的に撃破される。
『ギルティクラウン』
第18話にアメリカ海軍第7艦隊の艦載機として登場するが、衛星兵器「ルーカサイト」の攻撃により、艦隊もろとも消滅する。
『クオリディア・コード』
第1話に登場。東京上空で異来生物「アンノウン」を迎撃するが、全機撃墜される。
『劇場版 魔法科高校の劣等生 星を呼ぶ少女』
登場人物の1人である七草真由美の搭乗する七草家の自家用機に対し、北アメリカ大陸合衆国（USNA）所属の3機が着陸要請をする。舞台設定は西暦2096年であり、現用のF-35である可能性は低い為、機体模様や機影を引用した機体と思われる。キャノピー形状など一部の描写は変更・省略されている。
『ゲゲゲの鬼太郎』
テレビアニメ第6作第11話に航空自衛隊所属機としてA型が2機登場。東京に上陸した妖怪獣に対して出撃し、形式不明の対地ミサイルを命中させるも効果はなく、妖怪獣からの衝撃波で2機とも撃破される。
『ケロロ軍曹』
アニメ版にて西澤桃華親衛隊の戦闘機として度々登場。第221話ではピンク色の桃華専用機と黒色のポール専用機も登場し大量の親衛隊機と奥東京市上空で空中戦を繰り広げる。劇場版第4作ではアメリカ空軍所属のA型が登場し、ニューヨーク上空に出現した巨大アーチとドラゴンを攻撃する。
『攻殻機動隊 SAC_2045』
シーズン1第5話・第6話に、米帝海兵隊所属機として「マリーンワン」のコールサインを与えられたB型が登場。草薙素子率いる「GHOST」のメンバーを引き取らせる大統領命令を携えた荒巻大輔を、日本からGHOSTがデルタフォースと対峙するビバリーヒルズのパトリック・ヒュージ邸まで輸送する。
『ご愁傷さま二ノ宮くん』
第11話にて登場。『ダイ・ハード4.0』と同様、B型であるにもかかわらず機銃を2門装備している。
また、F-35に固定式HUDは搭載されておらず、ヘルメットに内蔵されたHMDのみなのだが、美樹彦はヘルメットを被らず操縦している。
『ゴジラ S.P ＜シンギュラポイント＞』
航空自衛隊のA型が登場。第3話では、コールサインを「グローリ01」とする第301飛行隊所属機が、房総半島沖の太平洋上空を飛行し本土へ向かうラドンの大群に対してスクランブルする。第9話では、グローリ01が築地付近で蛹状になったゴジラアンフィビアをLJDAMで爆撃するが、最初の2発は表面組織がリアクティブアーマーの役割を果たして無力化され、その後「羽化」したゴジラテレストリスに2発を命中させるも致命傷には至らずに終わる。第10話では、東京での「ゴジラ排除作戦」実施に伴い基地から出撃している。
小説版では「ゴジラ排除作戦」における描写が追加されており、ゴジラウルティマが放った熱線（CTCレーザー）によってグローリ01などが撃墜される。
『シャングリ・ラ』

『SHIROBAKO』
後半クールで描かれる劇中劇『第三飛行少女隊』の制作シーンにおいて登場する。
『第三飛行少女隊』
地球に侵略してきた謎の存在〈ビルダー〉が、人類の持っている兵器をコピーして量産、人類への攻撃に使用しているという設定で、ATD-XやF-22 ラプターとあわせて多数のF-35が登場する。人類側が用いるF-4 ファントムIIより遥かに高い機体性能を示し、F-4を一方的に撃墜していくが、主人公たち第307部隊は旧型機体ながら優れた操縦・戦闘の才能でF-35に対抗する。
B型も垂直離陸できる機体として登場し、格納庫内から機関砲ポッドを発砲して人類側の救出部隊を奇襲する。
アニメ制作スタッフの群像劇を描いたテレビアニメ『SHIROBAKO』の後半クールにおいて主人公達が制作していた劇中劇であるが、SHIROBAKOのBD/DVD第7巻に映像特典として『第三飛行少女隊』の第1話25分が収録されている。
『タコピーの原罪』
アニメ版のオープニングに架空の国籍マークが描かれた機体が登場。タコピーが乗るハッピー星の宇宙船を撃墜する。
『ニンジャスレイヤー フロムアニメイシヨン』
登場人物の1人であるダークニンジャが乗るVTOL機として、B型に酷似した機体が第25話に登場。実機とは異なり、主翼翼端に下半角がつけられている。
原作である小説『ニンジャスレイヤー』では、機種は明示されていない。
『ひそねとまそたん』
第3話に航空自衛隊のA型が登場。岐阜基地航空祭にて1機が地上展示されている。
『ビビッドレッド・オペレーション』
劇中を通して、アローンからブルーアイランドを防衛する連合防衛軍の戦闘機として登場する。主にアローンにミサイル攻撃を仕掛けるが、撃墜されるシーンが多い。本作オリジナル武装として1発でも多大な威力を発揮する「SGE爆弾」を搭載する事ができる。また、天城みずはがパイロットを務める戦闘機でもある。
『遊☆戯☆王VRAINS』
登場人物の1人、道順健碁（ブラッドシェパード）が操るドローンデッキの中に、F-35に形状が類似したドローン「バトルドローン・サージェント」が存在している。
『勇気爆発バーンブレイバーン』
第5話に登場。
『リーンの翼』
アニメ版に登場。岩国に出現したオーラシップを攻撃するために2機のF-35（設定ではB型）が出撃し、オーラシップへの特攻で撃墜される。さらにロウリと金本が岩国基地から別の機体を強奪してそのままバイストンウェルに転移する。また、後半からは造反した原子力空母「パブッシュ」の艦載機として多数が登場。航空自衛隊の所属機やオーラバトラーと激戦を繰り広げる。
他作品に登場したものと同じく、HUDの機能がヘルメットに内蔵されたJHMCSに関する描写は存在しない。
『ルパン三世 グッバイ・パートナー』
ロイ・フォレストの専用機の護衛として米軍のB型2機が登場。大統領命令によって専用機を誘導または攻撃に踏み切るものの、AI「エミルカ」の電子攻撃などによって2機とも撃墜される。AIと量子コンピュータが守る要塞基地「エリア61」への攻撃にもA型数機が投入されるが、こちらもECMなどの堅牢な防御システムの前に無力化され、コンピューターに頼りすぎた兵器の弱点を露呈した。

## 漫画
『エアリセ』
龍堂グループの私用機としてX-35Bが登場。劇中では登場人物をウェポンベイに載せるという離れ業も見せる。
『オメガ7』
Vol.5に航空自衛隊機として登場。
『空母いぶき』
架空の航空機搭載型護衛艦「いぶき」にて艦載運用されているF-35JBと、那覇基地に配備されているF-35JAが登場する。
映画版では、F-35をモデルとした架空機「F-36J」が登場している。
『コンセプチャル・ガール』
第3話に殿上人家の自家用機として登場。娘が通う私立音寺巻高校へ当主が駆けつける際に搭乗する。
『超時空DDH ヘリ母艦南海の決戦』
B型が航空自衛隊の新鋭機として登場。哨戒中の2機が第二次世界大戦時にタイムスリップし、同様にタイムスリップした架空のひゅうが型護衛艦「しなの」を臨時の母艦とする。『ダイ・ハード4.0』と同様、B型でありながら機銃を搭載している。
作中では、B型を導入した理由はヘリコプター搭載護衛艦を有事の際に空母として運用するためとされている。
『バディ スピリッツ』
A型のウェポンベイを2体のBUDDYの運搬に利用し、ウェポンベイ内からレドの索敵能力でハイジャックされた機体に仕掛けられた爆弾の位置を特定し、ネロの狙撃で爆弾の破壊などを行う。
『まりかセヴン』
航空自衛隊百里基地に配属されたアメリカ軍の実験機としてB型が登場。機体下部のガンポッドに高エネルギービーム兵器を搭載する。コードネームは「ピンキーパンチ」。
『遊☆戯☆王R』
海馬瀬人がB型に搭乗。
『SAKAMOTO DAYS』
漫画213話：東京スカイツリー上部に突っ込み炎上。

## 小説
『GODZILLA 怪獣黙示録』
怪獣と戦うためにステルス性を妥協し対地・対艦能力を強化した史実とやや異なる仕様になったC型が登場。空母「サラトガ」の艦載機として、翼下に吊り下げたAGM-84ハープーンで怪獣ダガーラを攻撃する。また2030年にロサンゼルスに出現した怪獣ゴジラへの攻撃に出撃するB-2爆撃機を護衛する。
『WORLD WAR Z』
JSFという名称で登場（このためX-32の可能性もある）。アメリカ軍機がヨンカーズの戦いに投入され、ゾンビの大群を友軍ごとAGM-154 JSOWで空爆する。その後は対ゾンビ戦争での費用対効果の低さを問題視され、大半が他の空軍機ともども格納庫やAMARC（航空宇宙再生整備センター）にて保管状態となる。
『時空連合自衛隊』（文庫名：『超時空自衛隊』）
航空自衛隊で持て余されていたC型が、近代化改装された空母「信濃」に搭載される。
『真・日本艦隊』（文庫名：『時空自衛軍1947』）
海上自衛軍の空母「あかぎ」（元「ジョン・F・ケネディ」）の艦載機としてC型が登場。
『新編 日本中国戦争』
アメリカ海兵隊と海上自衛隊のB型が登場。
『第三次世界大戦/覇権交代』
空母「プリンス・オブ・ウェールズ」が日本へ売却され、それによって余ったB型15機も日本が購入することになる。これに前後してヘリコプター搭載護衛艦「かが」でB型8機の試験運用が始まる。
その後、「プリンス・オブ・ウェールズ」改め「ほうしょう」にAH-64D ロングボウ/E ガーディアン30機とB型6機を搭載し、南シナ海へ向かう途中のインド洋でパキスタン空軍のJF-17 6機、マラッカ海峡で中国空軍のJ-10B ファイヤーバードとJ-11を数十機を撃墜する。
『中国完全包囲作戦』（文庫名：『中国軍壊滅大作戦』）
アメリカ空軍所属のA型がF-15E ストライクイーグルおよびF/A-18E スーパーホーネットと共に統一朝鮮陸軍に対して対地攻撃を行う。
『日中世界大戦』
海上自衛隊の空母「あかぎ」（元「プリンス・オブ・ウェールズ」）と「しなの」の艦載機としてB/C型が登場。
『日中尖閣戦争』
海上自衛隊の空母「りょうま」の艦載機としてC型が登場。中国海軍空母「遼寧」に対してGBU-31を投下し、撃沈する。
『漂流自衛隊 波涛篇』
マリアナ沖海戦前夜にタイムスリップした海上自衛隊の空母「あさま」の艦載機としてB型が登場。

## ゲーム
『ARMA 2』
C型が登場。プレイヤーが操作可。垂直離着陸も可能。
『CRYSIS』
アメリカ海軍の艦載機としてC型が登場するが、ゲーム中では「F-36C スペクター」と呼ばれている。この作品においては、北朝鮮軍やエイリアンを相手に思わぬ苦戦をする。
『MetalStorm』
F-35を基にした「SO-01マラーダ」が常時バンカーに搭載されている。旋回優良機、65,000クレジット。他機種にレッドウィンドウなどがある（180コイン）。
『Modern Warships』
プレイヤーが操作可能な艦載機として登場する。
『エースコンバットシリーズ』
『エースコンバット5』『エースコンバットZERO』『エースコンバットX』『エースコンバットX2』『エースコンバット7』においてC型をプレイヤー機として使用可能。ゲームシステム上の理由から現実と異なり、『7』以外の作品ではC型であるにもかかわらず機銃を固定装備している（1門を機体本体に装備）。『エースコンバットAH』ではB型が使用可能となった。こちらは実機同様、外付けのガンポッドを1門装備している。STOVL機の特徴である垂直着陸機能は再現されていないが、失速中の操作が可能となっている（あくまで失速時の操作であるため、ホバリングではない）。また、『エースコンバット∞』ではA型とB型がプレイヤー機、B型のみが敵機として登場している。こちらも『AH』同様、垂直着陸機能は再現されていない。『7』に登場するF-35Cは、B型同様の外付けのガンポッドを装備している。
『エナジーエアフォースシリーズ』
第1作目から、最強の機体としてX-35ならびにF-35が登場する。B型は垂直離着陸・ホバリングが可能、武器搭載量が多すぎると垂直離陸できないなど、かなり忠実に本機を再現してある。また、おまけとして実機の映像も収録されている。
『エアフォースデルタ ブルーウィングナイツ』
「F/A-35B」という名称でB型が登場。VTOL機専門パイロットであるアレックスが搭乗する。宇宙ミッションではロッキード社からのライセンスにより使用不可となっている。
『凱歌の号砲 エアランドフォース』
日本を占拠した米海軍の機体として登場。プレイヤーも購入して使用できる。
『カミカゼ☆エクスプローラー!』
形式は書かれていないが、VTOL式のB型かつUAV化された機体が登場する。開発費の高騰により払い下げられたという設定になっており、GBU-31を搭載している。
『グランド・セフト・オートV』
本作に付属している『グランド・セフト・オート:オンライン』において、B型とF-16 ファイティングファルコンをモデルにしたVTOL戦闘機「ハイドラ」が登場する。
『鋼鉄の咆哮シリーズ』
Windows版の『鋼鉄の咆哮2 ウォーシップコマンダー』以降の作品に艦載機として登場する。Windows版では形式が掛かれていないタイプ、C型が登場するがVTOL仕様であり、空母以外の艦種にも搭載可能。形式は書かれていないが、VTOL仕様のB型であり、実機とは異なり機銃を搭載している。ステルス性があり、比較的機動力も高い隠し機体。
『コール オブ デューティシリーズ』
『CoD:MW2』
キャンペーン中の無線にて、AGM-65 マーベリックを発射してBTR-60やT-72を破壊したことが言及されている。
『CoD:BO2』
2025年の近未来に、B型がモデルとなった戦闘機「F/A-38」が登場する。キャンペーンでは主人公、セクションが乗り込み、コルディス・ダイに乗っ取られたドローンと空戦を行う。アメリカ空軍のほか、作中では米中関係が改善されており、中国海軍の艦載機としても運用されている。
『サイドワインダーV』
形式は書かれていないが、VTOL仕様のB型であり、垂直離着陸が可能。実機とは異なり機銃を搭載している。ステルス性があり、比較的機動力も高い。
『出撃!! 乙女たちの戦場2〜天翔ける衝撃の絆〜』
F-35II・B型が登場。鹵獲かリーリアルートで入手可能。
『大戦略シリーズ』
A型・B型・C型が登場。
『バトルフィールドシリーズ』
『BF2』
USMCの機体としてB型が登場し、垂直離着陸が可能となっている。
『Project Reality（BF2）』
オランダ軍の近接航空支援型（CAS）、戦闘空中哨戒型（CAP）としてA型が2種登場。装備はAN/ALE-50 チャフフレア、M61 20mmバルカン、AIM-9 Sidewinder短距離空対空ミサイル、AIM-120 AMRAAM視程外射程空対空ミサイル、Mk.81 250ポンド爆弾。STOVLタイプではなく、CTOLなので、通常戦闘機のように滑走路を使用して離陸する。
『BF3』
DLC「Back to Karkand」にて、米海兵隊側の戦闘機としてB型が実装される。
『BF4』
B型が「ステルス機」カテゴリで米海兵隊側に登場。地上付近で速度を落とすと垂直離着陸状態になり、ヘリコプターのようにホバリングすることもできる。
『BF2042』
A型・B型・C型を統合した架空の「F-35E パンサー」がアメリカ軍の航空機として登場。巡航モードとホバリングモードの切り替えが可能。

## バラエティ番組
『ニッポン超緊急事態シミュレーション もしも怪獣が襲ってきたら』
航空自衛隊機が名称のみ登場。東京に上陸し千代田区付近に達した怪獣に対して、JSMによる攻撃を加える。

## その他の映像作品
『Lamborghini Egoista official film』
ランボルギーニ・エゴイスタのPV。イタリア軍のラウンデルが描かれたC型が登場。3機登場するうちの1機は架空仕様となっており、分離・投下されたコックピットがエゴイスタと合体する。
なお、現実のイタリア軍が導入しているF-35はA型とB型のみである。